# Estadio Dziesięciolecia
El Stadion Dziesięciolecia (Estadio del 10.º Aniversario en polaco), cuyo nombre oficial es Stadion Dziesięciolecia Manifestu Lipcowego (Estadio del 10.º Aniversario del Manifiesto de Julio) fue uno de los estadios de fútbol más grandes de Varsovia y de Polonia. Bajo la República Popular de Polonia fue uno de los sitios con mayor publicidad y sede principal de las festividades del Estado. En la década de 1980 el estadio se encontraba en mal estado y no se pudieron recabar fondos para renovarlo. 
Después de 1989 fue utilizado principalmente como un bazar llamado Jarmark Europa, llegando a ser famoso como un lugar para comprar una amplia gama de productos ilegales, sobre todo software pirata. Su demolición inicio en septiembre de 2008 y en ese mismo lugar se construyó el Estadio Nacional de Varsovia, que se utilizó como uno de los estadios en la Eurocopa 2012.

## Historia
En 1953 la Asociación de Arquitectos polacos abrió un concurso llamado "Estadio Olímpico para la ciudad de Varsovia". Fue ganado por el equipo de Jerzy Hryniewiecki, Zbigniew Ihnatowicz, y Jerzy Sołtan, iniciando la construcción del estadio el mismo año. Fue construido principalmente con escombros de edificios destruidos durante el Alzamiento de Varsovia de 1944.

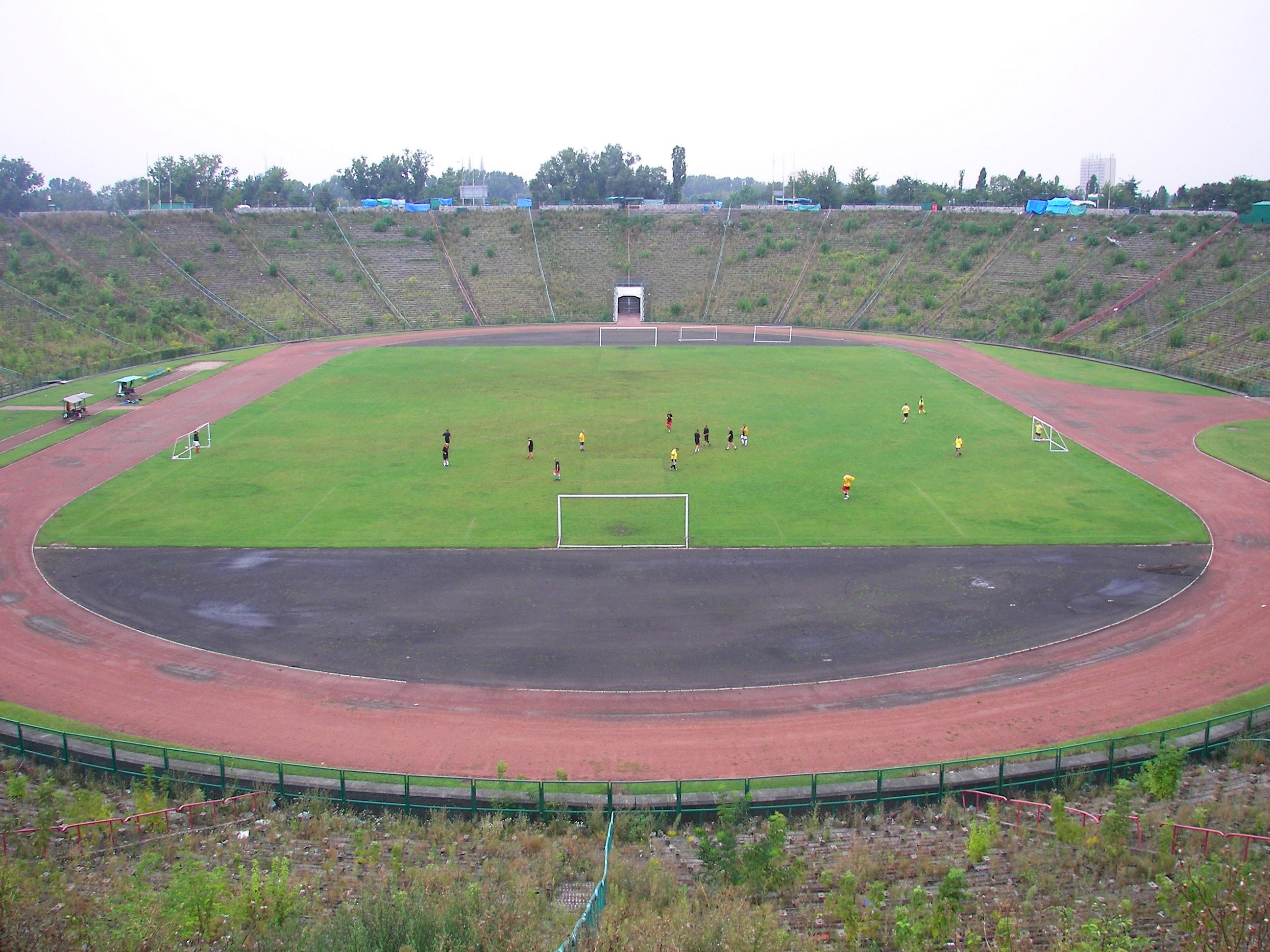
Stadion Dziesięciolecia de Varsovia.

El proyecto consistía en la construcción de un estadio olímpico abierto en forma ovalada, en el cual habría una cancha de fútbol y una pista atlética de 400 metros. En teoría, las graderías con bancas de madera proveían asientos para 71,008 personas, pero durante grandes festivales que tenían lugar allí podría albergar a más de 100,000 espectadores. Además, el estadio estaba equipado con una cancha de práctica, un pequeño coliseo, aparcamiento con 900 espacios y estaba rodeado por un parque. El estadio también estaba conectado a una estación de bus cercana y una estación de tren, las cuales abrían específicamente para el transporte de los espectadores.
Poco tiempo después de su inauguración se convirtió en el estadio nacional de Polonia. Fue el escenario de los más importantes partidos internacionales de fútbol y competiciones de atletismo, galas del partido comunista, conciertos y festivales conmemorativos. Además, sirvió como la última vuelta de la Carrera de la Paz. En 1968, fue el sitio de la auto inmolación de Ryszard Siwiec en protesta de la invasión de Checoslovaquia durante un festival de propaganda.

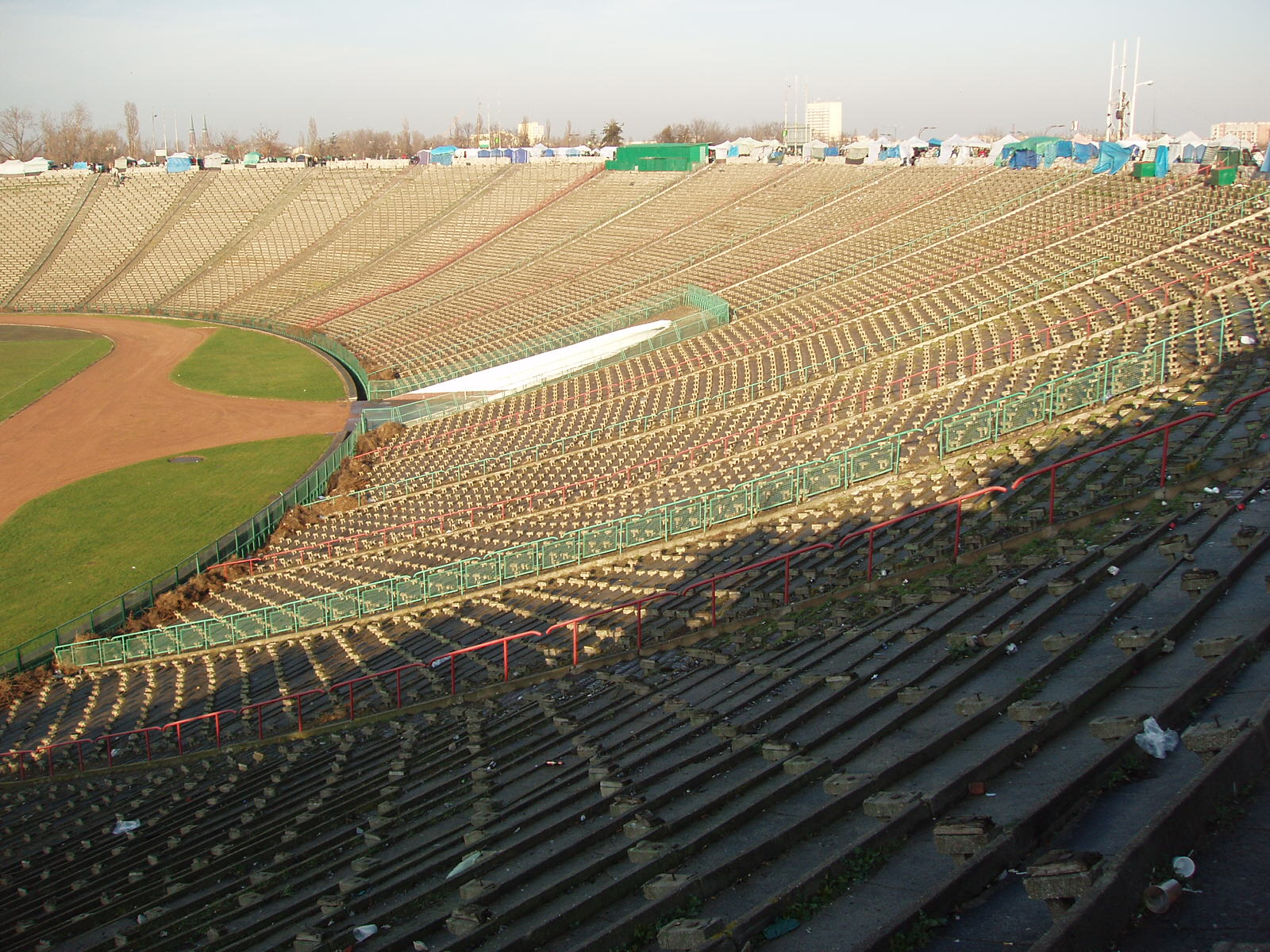
Gradas abandonadas del viejo estadio. En la parte superior de las gradas pueden observarse los puestos ambulantes del mercado que se instalaba en el estadio.

En 1983, debido a problemas técnicos, el estadio fue abandonado. En 1989 fue rentado por la ciudad de Varsovia a una compañía que convirtió al estadio en un mercado al aire libre llamado "Jarmark Europa", el cual pronto se convirtió en el mercado al aire libre más grande de Europa. Con más de 5000 comerciantes (y muchos más sin registro; muchos de ellos de otros países) era la instalación más grande de esta naturaleza en Polonia. Estimaciones oficiales indicaban un movimiento de 500 millones de zloty, lo que es generalmente considerado una subestimación.
La parte superior del mercado estaba llena de vendedores de artículos como ser ropa, souvenirs y CD y películas pirateadas. La policía indicaba que el mercado era el punto principal para la venta de bienes del mercado negro en el país. Entre 1995 y 2001 más de 25 000 vendedores fueron enjuiciados, mientras que aproximadamente 10 millones de CD pirateados y casetes fueron confiscados. Se cree que esto fue simplemente la punta del Iceberg. Entre la comunidad de extranjeros en Varsovia, más específicamente la de habla inglesa, el estadio era conocido como "el mercado ruso".
El tema del mercado negro en el estadio, con todos sus negocios sucios, productos ilegales, y en particular las armas, se volvió sujeto de interés general, siendo reflejado en la novela de suspenso de Jack King: La Quinta Internaiconal.

## Reconstrucción

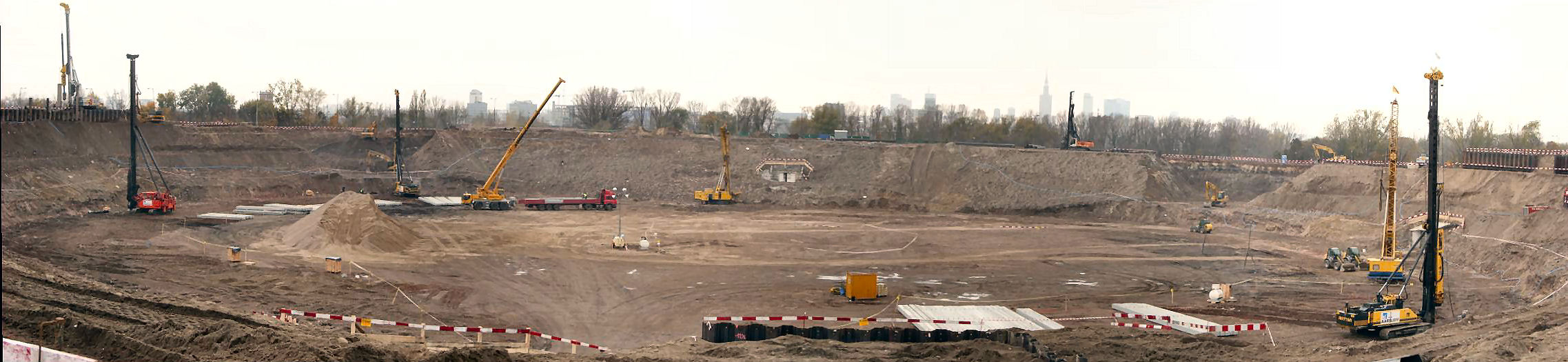
Trabajos de demolición para la construcción del nuevo estadio

El antiguo estadio fue demolido para preparar la construcción de un nuevo Estadio Nacional de Polonia para 58.145 espectadores. El estadio fue inaugurado en noviembre de 2011, a tiempo para la Eurocopa 2012. En el complejo alrededor del estadio también se encuentran una arena para 15,000 espectadores, una nueva estación de tren, un hotel, una piscina olímpica cubierta con asientos para 4,000 espectadores, un salón de eventos y una estación de metro para una nueva línea del subterráneo.
En el Estadio Nacional de Polonia se jugarán el partido inaugural, partidos de la fase de grupos, un partido de cuartos de final y una semifinal de la Eurocopa 2012.

## Imágenes

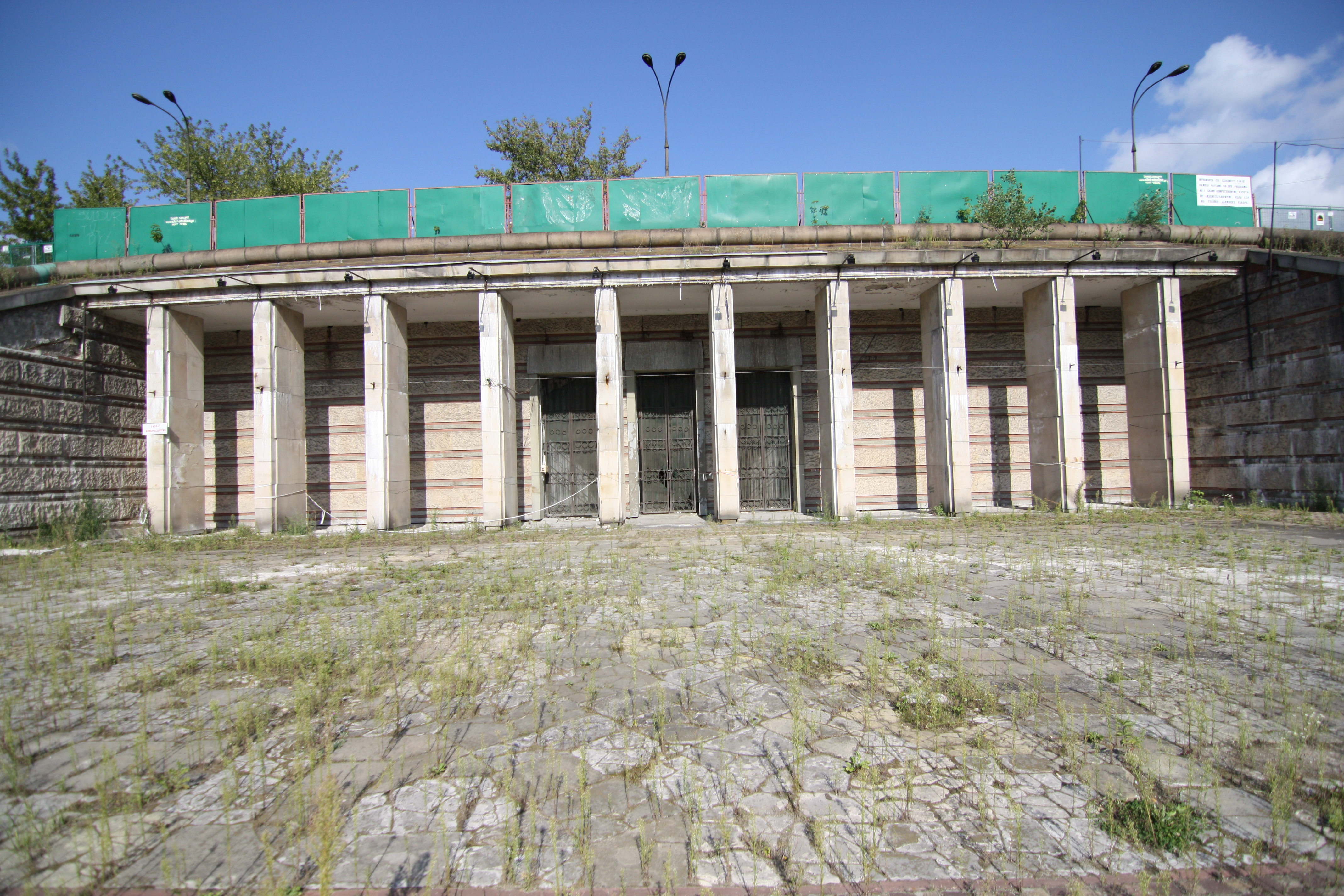
Entrada al estadio.
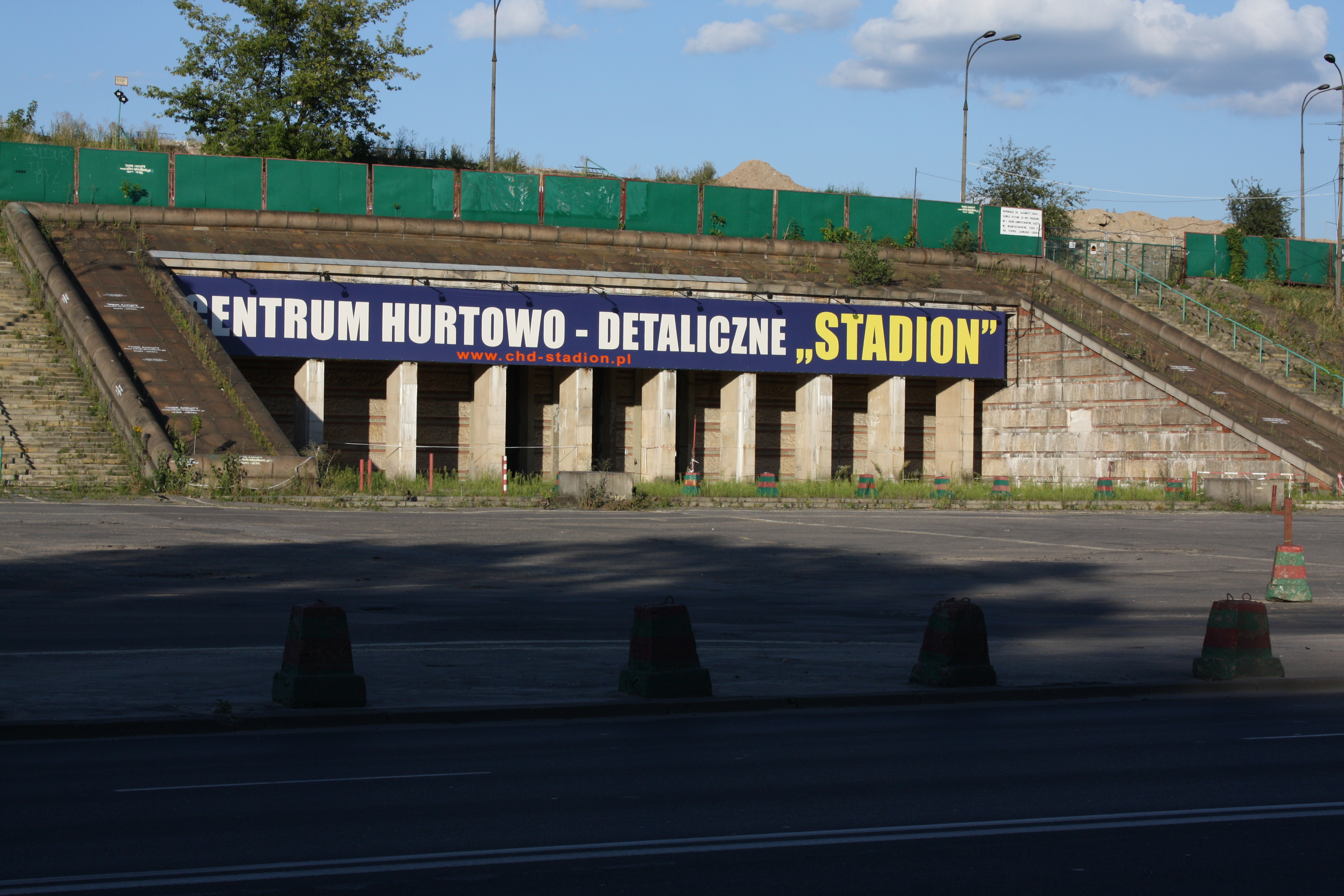